# Rheotanytarsus adjectus
Rheotanytarsus adjectus är en tvåvingeart som först beskrevs av Oskar Augustus Johannsen 1932.  Rheotanytarsus adjectus ingår i släktet Rheotanytarsus och familjen fjädermyggor. Inga underarter finns listade i Catalogue of Life.